# Per Stadin
Per Ingemar Stadin, född 24 december 1960 i Riseberga, är en svensk basist, låtskrivare och musikproducent.
Han är framför allt känd som basist i heavy metal-gruppen Silver Mountain från 1982 fram till upplösningen 1988. Per Stadin medverkar på gruppens samtliga album. Han medverkade också, tillsammans med originalmedlemmarna Jonas Hansson (gitarr & sång), Jens Johansson (keyboards) och Anders Johansson (trummor), vid gruppens tillfälliga återförening för albumet Breakin Chains 2001.
Efter Silver Mountains upplösning har Per Stadin medverkat i en rad skivprojekt som huvudsakligen varit riktade mot den japanska marknaden. Han har också medverkat på, och tillsammans med Alexander Thörnqvist, producerat Owe Thörnqvists album Recovered från 2005.